# Provincialeweg (Schalkwijk)
De Provincialeweg is een weg in het Nederlandse dorp Schalkwijk (gemeente Houten). De Provincialeweg loopt vanaf de "Lekdijk" tot aan de "Schalkwijkseweg" en de Jonkheer Ramweg. De Provincialeweg ligt parallel aan de Overeind met ertussenin een sloot. Zijstraten van de Provincialeweg zijn de Pothuizerweg en de Zuwedijk. Ook ligt de Brink aan de Provincialeweg.
Aan de Provincialeweg bevinden zich tal van huizen en boerderijen die rijks- en gemeentemonument zijn. Ook het museum van Schalkwijk, Dijkmagazijn de Heul, bevindt zich aan de Provincialeweg 70. Het museum de Heul dankt zijn naam aan het gehucht de Heul.

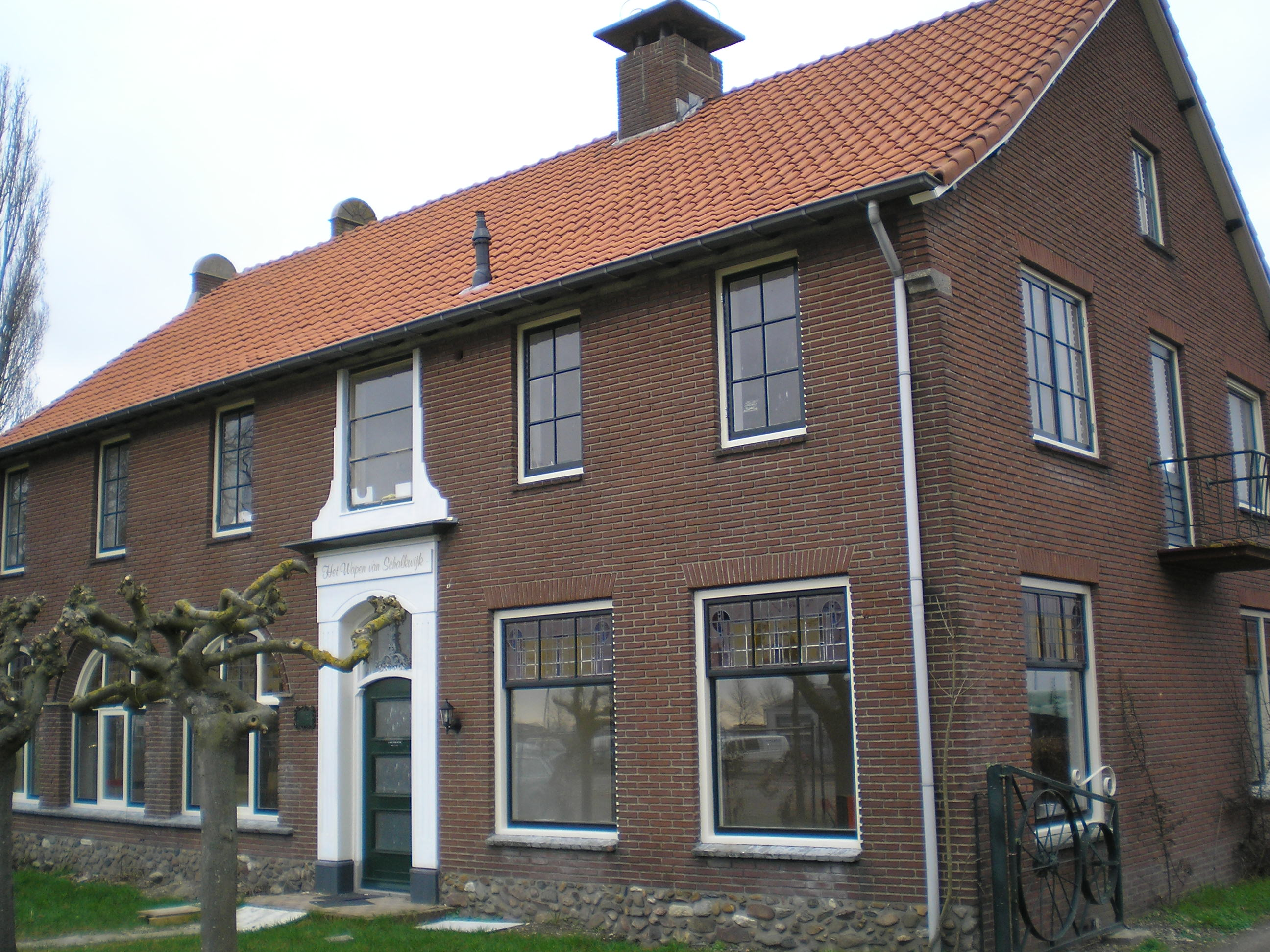
Het Wapen van Schalkwijk, geheel gerenoveerd, aan de Provincialeweg
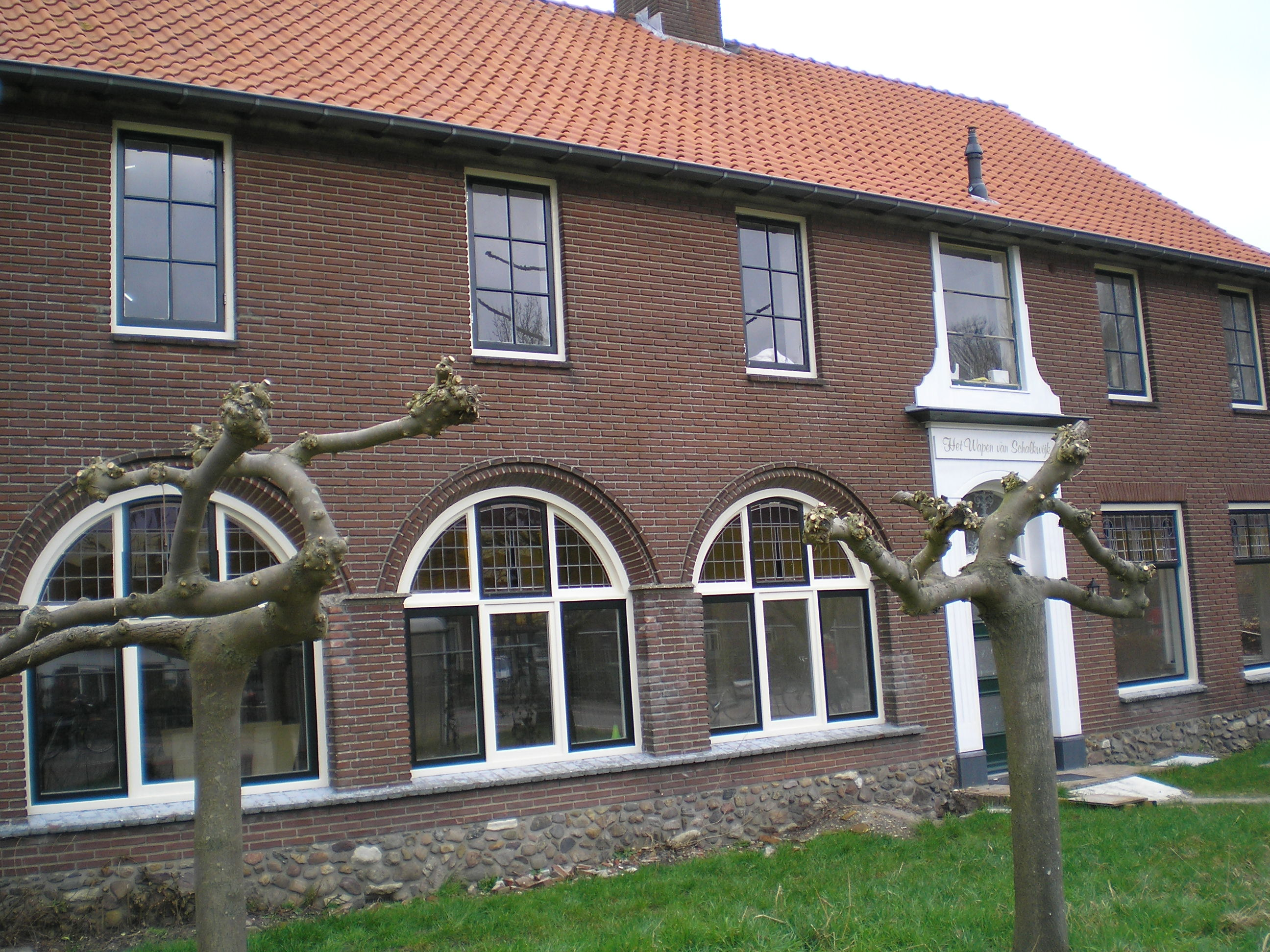
Het Wapen van Schalkwijk met ervoor nog de bomen van vroeger aan de Provincialeweg

Brink ·
Jonkheer Ramweg ·
Overeind ·
Provincialeweg